# 제데옹 칼룰루
제데옹 칭고마 칼룰루 캬텡와(프랑스어: Gédéon Tshingoma Kalulu Kyatengwa, 1997년 8월 29일 ~ )는 리그 1의 로리앙에서 라이트백으로 뛰는 콩고 민주 공화국의 축구 선수이다. 프랑스에서 태어난 그는 콩고 민주 공화국 국가대표팀에서 뛰고 있다.

## 어린 시절
칼룰루는 프랑스 리옹 8구에서 태어났고, 혈통은 콩고 민주 공화국이다. 그의 아버지는 벨기에령 콩고 카빔바에서, 어머니는 콩고 공화국 리카시에서 태어났다. 그는 부모님의 귀화로 인해 2000년 12월 26일에 프랑스 국적을 얻었다.

## 구단 경력
리옹의 유소년 팀인 칼룰루는 2017년 4월 19일, 구단과 첫 프로 계약을 체결했다. 부르캉브레스에서 한 시즌을 임대한 후, 칼룰루는 2019년 7월 24일, 아작시오와 계약했다. 2019년 8월 13일, 그는 4-1로 이긴 발랑시엔와의 쿠프 드 라 리그 경기에서 아작시오 데뷔 전을 치렀다.
2022년 6월 3일, 칼룰루는 로리앙과 4년 계약을 맺었다.

## 국가대표팀 경력
2020년 9월 22일, 칼룰루는 콩고 민주 공화국에 소집되었다. 2020년 10월 13일, 그는 모로코와의 1-1 친선 경기에서 콩고 민주 공화국 국가대표팀으로 합류해 데뷔했다.
2023년 12월 27일, 그는 세바스티앵 드사브르가 선정한 24명의 콩고 민주 공화국 선수 명단에서 2023년 아프리카 네이션스컵에 출전할 선수로 선정되었다.

## 사생활
칼룰루는 축구 선수 알도 칼룰루와 피에르 칼룰루의 형제이다.